# Mariano Trujillo
Edgar Mariano Trujillo Reyes (Città del Messico, 19 maggio 1977) è un ex calciatore messicano, di ruolo centrocampista.